# ألان موراي
ألان موراي (بالإنجليزية: Alan Murray)‏ (5 نوفمبر 1949 بنيوكاسل أبون تاين في المملكة المتحدة - ) هو مدرب كرة قدم ولاعب كرة قدم بريطاني في مركز الوسط. لعب مع نادي برينتفورد ونادي دونكاستر روفرز ونادي ميدلزبره ونادي يورك سيتي وفريكلي أثلتيك ‏.

## وصلات خارجية
- ألان موراي على موقع Soccerbase.com (مدرب) (الإنجليزية)